# Nkhotakota

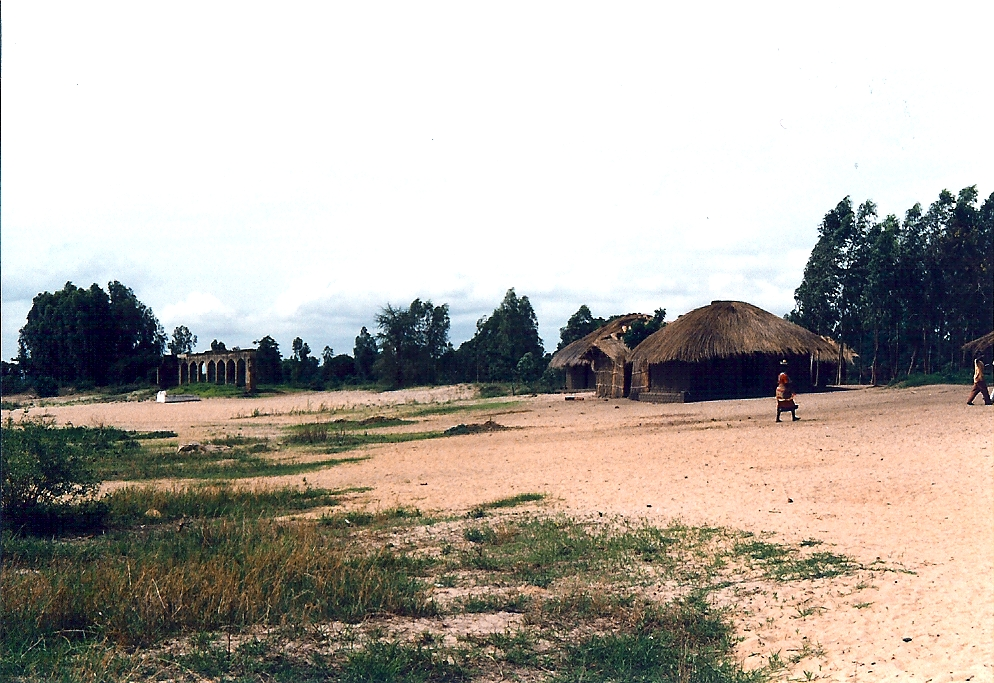
Maisons traditionnelles sur la plage du lac Malawi

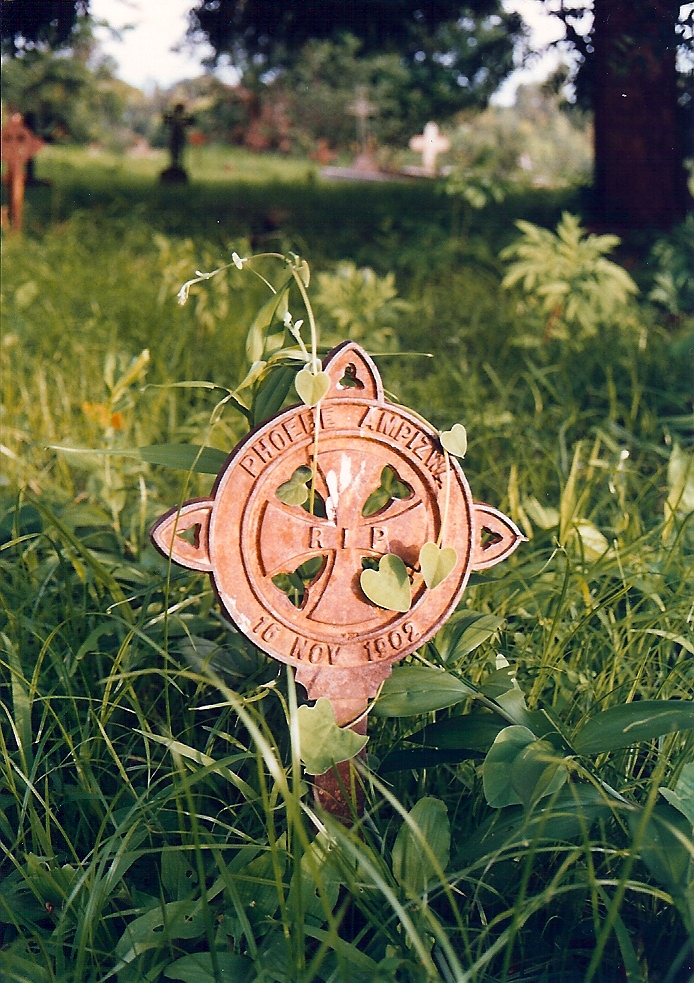
Cimetière chrétien à Nkhotakota

Nkhotakota (parfois appelée Kota Kota) est une ville du Malawi, de la Région centrale du pays et plus précisément la plus grande ville et capitale administrative du District de Nkhotakota. La ville est située sur la côte du lac Malawi. Sa population est de 34 741 habitants en 2009.